# Bakri Hassan Saleh
Bakri Hassan Saleh (arabisch بكري حسن صالح, DMG Bakrī Ḥasan Ṣāliḥ; * 1949 in Dunqula) ist ein sudanesischer Militär und Politiker. Er war seit 2013 erster Vizepräsident und seit 2017 Ministerpräsident des Sudans, ehe er am 9. September 2018 abgesetzt wurde.
Saleh war General der sudanesischen Armee. Er wurde 1971 Leutnant und war von 1985 bis 1987 und von 1988 bis 1989 Leiter der Spezialkräfte. Er beteiligte sich am Militärputsch 1989 und war Mitglied des revolutionären Kommandorats.
Von 1990 bis 1995 leitete er den nationalen Sicherheitsdienst und bekleidete in den Folgejahren verschiedene Kabinettsposten. Von 1995 bis 1998 war Saleh Innenminister, von 1998 bis 2000 und von 2005 bis 2013 Minister für Präsidentschaftsangelegenheiten, von 2000 bis 2005 leitete er das Verteidigungsministerium. Nach den Unruhen 2013 wurde er erster Vizepräsident. Am 2. März 2017 erhielt er zusätzlich das neu geschaffene Amt des Ministerpräsidenten.